# Métal hurlant
Métal Hurlant ("Metall cridant" en traducció literal ) és el nom d'una revista de còmics de ciència-ficció francesa, editada entre 1974 i 1987. També es va editar a Itàlia, Alemanya, Anglaterra, els Estats Units (amb el títol Heavy Metal) i Espanya. Va tenir una destacada influència en el mitja, en promoure un boom de la ciència-ficció i el sorgiment d'altres iniciatives cooperativistes, com Rambla.

## Trajectòria editorial
Va ser creada el desembre de 1974 per Moebius, Jean-Pierre Dionnet i Philippe Druillet, poc després que aquests es constituïren com a grup amb el nom col·lectiu Les Humanoides Associés. Segons Jean-Pierre Dionnet, a Métal Hurlant «trobem tot el ventall d'opinions humanes, tots els discursos socials; l'obertura és l'únic pressupost».
| Números              | Anys      | Títol                  | Guio                 | Dibuix            | Procedència               |
| -------------------- | --------- | ---------------------- | -------------------- | ----------------- | ------------------------- |
| 1-17                 | 1975-1976 | Den                    | Richard Corben       | Richard Corben    |                           |
| 1-5                  | 1975-1976 | Arzach                 | Moebius              | Moebius           |                           |
| 17-97                | 1977-1983 | Les naufragés du temps | Paul Gillon          | Paul Gillon       | "Chouchou", "France-Soir" |
| 18-20, 22-27         | 1977      | Lone Sloane            | Philippe Druillet    | Philippe Druillet |                           |
| 47-62                | 1980      | Bloodstar              | Richard Corben       | Richard Corben    |                           |
| 79-120               | 1982-1985 | Alef-Thau              | Alejandro Jodorowsky | Arno              |                           |
| 99, 111-114, 123-128 | 1984-1986 | El Borbah              | Charles Burns        | Charles Burns     |                           |
| 130-131, 133         | 1987      | Kraken                 | Antonio Segura       | Jordi Bernet      | Metropol                  |

Es va deixar de publicar el juliol de 1987.
A partir de juliol de 2002, va començar a publicar-se de nou per Humanoids Publishing, amb versions en francès, anglès, espanyol i portuguès, sota el nom francès original. Avui és una revista de doble direcció transatlàntica (França-EE. UU.), liderada per Fabrice Giger a Los Angeles. Publica històries curtes originals, que podien estar relacionats o no a llibres de còmics existents o ja publicats. La seva meta és descobrir joves creadors, i també promoure els productes de l'editor.

## Métal Hurlant en castellà
El material de la revista va ser editat per primera vegada a la revista Totem. Amb el seu propi títol no va aparèixer fins al 1981, també editada per Editorial Nueva Frontera (els tres primers números); de la resta, fins al 47, es va ocupar Eurocomic. El 2002 Devir Ibèria reprendria la seva publicació amb la grandària comic book. Sis números són els que va arribar a publicar la nova editorial. En 2013 Norma Editorial va iniciar la publicació de la col·lecció Métal hurlant, amb periodicitat mensual, prenent com a referent a Moebius i incloent-hi els següent títols:
1. The Long Tomorrow
2. El hombre del Ciguri
3. La ciudadela ciega
4. Escala en Pharagonesciaa
5. Las vacaciones del Mayor
6. El garaje hermético
7. Arzach
8. El empalmado loco
9. Caos / Crónicas metálicas